# Liste der Stolpersteine in Bad Münstereifel
Die Liste der Stolpersteine in Bad Münstereifel enthält die Stolpersteine, die im Rahmen des gleichnamigen Kunst-Projekts von Gunter Demnig in Bad Münstereifel verlegt wurden. Mit ihnen soll Opfern des Nationalsozialismus gedacht werden, die in Bad Münstereifel lebten und wirkten.
Insgesamt wurden im Jahr 2009 36 Stolpersteine in Bad Münstereifel verlegt, davon 26 am 5. Februar 2009 in der historischen Altstadt und weitere zehn am 16. Dezember 2009 in den Ortsteilen Arloff und Kirspenich. 16 Stolpersteine wurden bei der Flutkatastrophe im Ahrtal weggespült und wurden am 8. Dezember 2022 durch Gunter Demnig wieder ersetzt.

## Arloff
| Person      | Adresse                           | Inschrift                 | Bild | weitere Informationen |
| ----------- | --------------------------------- | ------------------------- | --- | --------------------- |
| Edith Kahn  | Ecke Holzgasse/Unter den Linden ⊙ | Hier wohnte Edith Kahn …  | Bild gesucht Der Benutzer GeorgDerReisende ( Diskussion ) wünscht sich an dieser Stelle ein Bild vom Ort mit diesen Koordinaten 50.59365 6.79342 . Motiv: die Stolpersteine für die Familie Kahn, die Lage und das Haus Falls du dabei helfen möchtest, erklärt die Anleitung , wie das geht. BW |                       |
| Eva Kahn    | Ecke Holzgasse/Unter den Linden ⊙ | Hier wohnte Eva Kahn …    | |                       |
| Josef Kahn  | Ecke Holzgasse/Unter den Linden ⊙ | Hier wohnte Josef Kahn …  | |                       |
| Ruth Kahn   | Ecke Holzgasse/Unter den Linden ⊙ | Hier wohnte Ruth Kahn …   | |                       |
| Walter Kahn | Ecke Holzgasse/Unter den Linden ⊙ | Hier wohnte Walter Kahn … | |                       |

## Kirspenich
| Person               | Adresse         | Inschrift                          | Bild | weitere Informationen |
| -------------------- | --------------- | ---------------------------------- | --- | --------------------- |
| Ferdinand Schweitzer | Bachstraße 6 ⊙  | Hier wohnte Ferdinand Schweitzer … | Bild gesucht Der Benutzer GeorgDerReisende ( Diskussion ) wünscht sich an dieser Stelle ein Bild vom Ort mit diesen Koordinaten 50.60007 6.7981 . Motiv: die Stolpersteine für die Familie Schweitzer, die Lage und das Haus Falls du dabei helfen möchtest, erklärt die Anleitung , wie das geht. BW |                       |
| Rebeka Schweitzer    | Bachstraße 6 ⊙  | Hier wohnte Rebeka Schweitzer …    | |                       |
| Ella Kahn            | Bachstraße 12 ⊙ | Hier wohnte Ella Kahn …            | Bild gesucht Der Benutzer GeorgDerReisende ( Diskussion ) wünscht sich an dieser Stelle ein Bild vom Ort mit diesen Koordinaten 50.59916 6.79693 . Motiv: die Stolpersteine für die Familie Kahn, die Lage und das Haus Falls du dabei helfen möchtest, erklärt die Anleitung , wie das geht. BW      |                       |
| Jacob Kahn           | Bachstraße 12 ⊙ | Hier wohnte Jacob Kahn …           | |                       |
| Sophie Kahn          | Bachstraße 12 ⊙ | Hier wohnte Sophie Kahn …          | |                       |

## Bad Münstereifel
| Person             | Adresse                  | Inschrift | Bild | weitere Informationen |
| ------------------ | ------------------------ | --- | --- | --- |
| Lena Levy          | Entenmarkt 16 ⊙          | Hier wohnte Lena Levy Jg. 1867 deportiert 1942 Theresienstadt ermordet 27.9.1942                              | | Lena Levy wurde am 29. Mai 1867 in Aach bei Trier geboren und war wohnhaft in Bad Münstereifel, Köln und Sinzig. Sie wurde am 27. Juli 1942 ab Köln in das Ghetto Theresienstadt deportiert wo sie am 27. September 1942 verstarb.                                                                                       |
| Sibilla Wolff      | Entenmarkt 16 ⊙          | Hier wohnte Sibilla Wolff geb. Levy Jg. 1867 deportiert 1942 Theresienstadt ermordet 19.9.1942 Maly Trostenez | | Sibilla Levy wurde am 17. Februar 1871 in Mondorf im Siegkreis geboren und war wohnhaft in Niederkassel und Rheydt. Sie wurde am 15. Juni 1942 ab Köln in das Ghetto Theresienstadt und am 19. September 1942 Vernichtungslager Treblinka. Sie wurde am 19. September 1943 im Vernichtungslager Maly Trostinez ermordet. |
| Theodor Jülich     | Heisterbacherstraße 3 ⊙  | Hier wohnte Theodor Jülich Jg. 1859 deportiert 1942 Izbica ermordet                                           | | Theodor David Jülich wurde am 25. Februar 1859 in Bad Münstereifel geboren und war dort und in Bendorf-Sayn wohnhaft. Er wurde am 15. Juni 1942 ab Köln in das Vernichtungslager Sobibor deportiert. |
| Henriette Fröhlich | Heisterbacherstraße 36 ⊙ | Hier wohnte Henriette Fröhlich geb. David Jg. 1875 deportiert 1942 Theresienstadt ermordet in Auschwitz       | | Henriette David wurde am 24. September 1875 in Bad Münstereifel geboren und war wohnhaft in Köln. Sie wurde am 15. Juni 1942 ab Köln in das Ghetto Theresienstadt und am 15. Mai 1944 in das Vernichtungslager Auschwitz deportiert.                                                                                     |
| Markus David       | Heisterbacherstraße 36 ⊙ | Hier wohnte Markus David Jg. 1878 deportiert 1942 Theresienstadt ermordet in Auschwitz                        | | Markus David wurde am 27. März 1878 in Bad Münstereifel geboren und war wohnhaft in Kommern. Er wurde am 15. Juni 1942 ab Köln in das Ghetto Theresienstadt und am 15. Mai 1944 in das Vernichtungslager Auschwitz deportiert.                                                                                           |
| Sybilla David      | Heisterbacherstraße 36 ⊙ | Hier wohnte Sybilla David geb. Daniel Jg. 1879 deportiert 1942 Theresienstadt ermordet 8.9.1942               | | Sybilla Daniel wurde am 17. Juni 1879 in Flamersheim geboren und war wohnhaft in Bad Münstereifel und Kommern. Sie wurde am 15. Juni 1942 ab Köln in das Ghetto Theresienstadt deportiert wo sie am 8. September 1942 verstarb. Auf Grund fehlender Unterlagen wurde sie für tot erklärt.                                |
| Moses Wolff        | Heisterbacherstraße 38 ⊙ | Hier wohnte Moses Wolff Jg. 1864 deportiert 1942 Theresienstadt ermordet 8.9.1942 Maly Trostenez              | | Moses Wolff wurde am 3. Oktober 1864 in Bad Münstereifel geboren. Er wurde am 15. Juni 1942 ab Köln in das Ghetto Theresienstadt und am 19. September 1942 in das Vernichtungslager Treblinka deportiert. |
| Sibilla Wolff      | Heisterbacherstraße 38 ⊙ | Hier wohnte Sibilla Wolff geb. Baum Jg. 1864 deportiert 1942 Theresienstadt ermordet 8.9.1942 Maly Trostenez  | | Sibilla Baum wurde am 29. Januar 1859 in Süchteln bei Kempen im Rheinland geboren. Sie wurde am 15. Juni 1942 ab Köln in das Ghetto Theresienstadt und am 19. September 1942 in das Vernichtungslager Treblinka deportiert.                                                                                              |
| Bella Wolff        | Markt 1 ⊙                | Hier wohnte Bella Wolff geb. Isay Jg. 1900 deportiert 1942 ermordet in Minsk                                  | | Sibilla Levy wurde am 28. November 1900 in Schweich bei Trier geboren und war wohnhaft in Bad Münstereifel und Kommern. Sie wurde am 20. Juli 1942 ab Köln nach Minsk und weiter in das Vernichtungslager Maly Trostinez deportiert.                                                                                     |
| Markus Wolff       | Markt 1 ⊙                | Hier wohnte Markus Wolff Jg. 1892 deportiert 1942 ermordet in Minsk                                           | | Markus Wolff wurde am 7. April 1892 in Münstereifel geboren. Er wurde an einen unbekannten Ort deportiert, es liegen keine weiteren Informationen vor. |
| Walter Wolff       | Markt 1 ⊙                | Hier wohnte Walter Wolff Jg. 1928 deportiert 1942 ermordet in Minsk                                           | | |
| Else Isay          | Johannisstraße 6 ⊙       | Hier wohnte Else Isay …                                                                                       | Bild gesucht Der Benutzer GeorgDerReisende ( Diskussion ) wünscht sich an dieser Stelle ein Bild vom Ort mit diesen Koordinaten 50.55441 6.76429 . Motiv: die Stolpersteine für die Familien Isay und Wolff, die Lage und das Haus Falls du dabei helfen möchtest, erklärt die Anleitung , wie das geht. BW | |
| Kurt Isay          | Johannisstraße 6 ⊙       | Hier wohnte Kurt Isay …                                                                                       | | |
| Vera Isay          | Johannisstraße 6 ⊙       | Hier wohnte Vera Isay …                                                                                       | | |
| Adolf Wolff        | Johannisstraße 6 ⊙       | Hier wohnte Adolf Wolff …                                                                                     | | |
| Bernhard Wolff     | Johannisstraße 6 ⊙       | Hier wohnte Bernhard Wolff …                                                                                  | | |
| Mathilde Wolff     | Johannisstraße 6 ⊙       | Hier wohnte Mathilde Wolff …                                                                                  | | |
| Berthold Nathan    | Orchheimer Straße 18 ⊙   | Hier wohnte Berthold Nathan Jg. 1908 deportiert ermordet                                                      | | Berthold Nathan am 29. Februar 1908 in Bad Münstereifel geboren und war wohnhaft in Soest. Er wurde am 30. April 1942 ab Dortmund in das Ghetto Zamość deportiert. |
| Oskar Nathan       | Orchheimer Straße 18 ⊙   | Hier wohnte Oskar Nathan Jg. 1898 deportiert 1942 ermordet in Minsk                                           | | Oskar Nathan am 3. November 1898 in Bad Münstereifel geboren und war wohnhaft in Bad Münstereifel und Kommern. Er wurde am 20. Juli 1942 ab Köln nach Minsk und weiter in das Vernichtungslager Maly Trostinez deportiert.                                                                                               |
| Felix Wolff        | Orchheimer Straße 22 ⊙   | Hier wohnte Felix Wolff Jg. 1893 deportiert 1942 ermordet in Minsk                                            | | Felix Wolff am 12. Juli 1893 in Bad Münstereifel geboren und war wohnhaft in Bad Münstereifel und Kommern. Er wurde am 20. Juli 1942 ab Köln nach Minsk und weiter in das Vernichtungslager Maly Trostinez deportiert.                                                                                                   |
| Karoline Wolff     | Orchheimer Straße 22 ⊙   | Hier wohnte Karoline Wolff Jg. 1894 deportiert ermordet                                                       | | Karoline Wolff am 29. Dezember 1894 in Bad Münstereifel geboren und war wohnhaft in Bad Münstereifel und Kommern. Sie wurde an einen unbekannten Ort deportiert, es liegen keine weiteren Informationen vor. |
| Hermann Herz       | Orchheimer Straße 40 ⊙   | Hier wohnte Hermann Herz …                                                                                    | Bild gesucht Der Benutzer GeorgDerReisende ( Diskussion ) wünscht sich an dieser Stelle ein Bild vom Ort mit diesen Koordinaten 50.55235 6.76314 . Motiv: die Stolpersteine für die Familie Herz, die Lage und das Haus Falls du dabei helfen möchtest, erklärt die Anleitung , wie das geht. BW            | |
| Josefine Herz      | Orchheimer Straße 40 ⊙   | Hier wohnte Josefine Herz …                                                                                   | | |
| Karoline Herz      | Orchheimer Straße 40 ⊙   | Hier wohnte Karoline Herz …                                                                                   | | |
| Amalia Nathan      | Werther Straße 36 ⊙      | Hier wohnte Amalia Nathan …                                                                                   | Bild gesucht Der Benutzer GeorgDerReisende ( Diskussion ) wünscht sich an dieser Stelle ein Bild vom Ort mit diesen Koordinaten 50.55676 6.76516 . Motiv: der Stolperstein für Amalia Nathan, die Lage und das Haus Falls du dabei helfen möchtest, erklärt die Anleitung , wie das geht. BW                | |
| Gudula Martini     | Werther Straße 75 ⊙      | Hier wohnte Gudula Martini geb. Nathan Jg. 1872 deportiert 1942 Theresienstadt ermordet in Minsk              | | Gudula Nathan wurde am 28. Januar 1872 in Monstereifel geboren und war wohnhaft in Münstereifel und Kommern. Sie wurde 1942 in das Ghetto Minsk deportiert. |